# Lodewijk Filips I van Orléans
Lodewijk Filips I van Orléans (Versailles, 12 mei 1725 - Seine-Port, 18 november 1785), Frans: Louis-Philippe d'Orléans, bijgenaamd de Dikke, was de hertog van Chartres en nadien de hertog van Orléans. Lodewijk Filips was een Franse prins, via een zijtak van het huis Bourbon, de dynastie die op dat moment heerste over Frankrijk. Als zoon van hertog Lodewijk van Orléans was hij prins van den bloede. Vanaf 1752 was hij het oudste mannelijke lid van het Franse hof, na de koninklijke familie. De reeds enorme rijkdom van het huis Orléans werd door hem aanzienlijk uitgebreid. Hij was de grootvader van de latere koning Lodewijk Filips I van Frankrijk.
In dienst van de Franse legers onderscheidde hij zich in de veldtochten van 1742, 1743 en 1744 tijdens de Oostenrijkse Successieoorlog, en in de Slag bij Fontenoy in 1745. Nadat hij zich in 1757 in Bagnolet had teruggetrokken, hield hij zich bezig met theatervoorstellingen.

## Biografie

### Jeugd
Lodewijk Filips was het oudste kind van hertog Lodewijk van Orléans en Augusta van Baden-Baden. Hij werd geboren in het paleis van Versailles op 12 mei 1725. Zijn jongere zus, Louise Marie, stierf reeds toen ze een jaar en acht maanden oud was in 1728. Bij zijn geboorte kreeg hij de titel Hertog van Chartres. Na de dood van zijn vader in 1752 werd hij de hertog van Orléans en werd zijn zoon Lodewijk Filips II de hertog van Chartres. Zijn vader, die toegewijd was aan zijn Duitse vrouw, werd kluizenaar en vroom naarmate hij ouder werd.

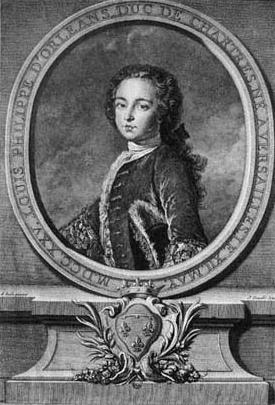
De hertog in 1735.

### Huwelijk en kinderen
Al op zeer jonge leeftijd, hij was nauwelijks vijftien, ontwikkelde hij een gedeelde passie voor een van de dochters van koning Lodewijk XV van Frankrijk, Henriëtte Anne, bekend als Madame, als oudste van de ongehuwde dochters van de koning. Hij wilde met haar trouwen, maar de kardinaal van Fleury zag in dit huwelijksproject een mogelijke bron van allerlei ernstige diplomatieke verwikkelingen. De koning had slechts één zoon, bij zijn dood zou de troon van Frankrijk worden opgeëist door zowel de hertog van Orléans als de koning van Spanje Filips V. Het huwelijk van een dochter van de koning met de zoon van de hertog van Orléans zou de hertog een belangrijke plaats hebben gegeven in een mogelijke opvolging, wat Spanje van streek zou kunnen brengen. In 1740 offerde de koning, niet zonder spijt, het geluk van zijn dochter op en weigerde hij Lodewijk Filips de hand van zijn dochter. De prinses, een lief jong meisje van grote zedelijkheid, onderwierp zich hieraan, en zag af van het huwelijk. Zij stierf op 25-jarige leeftijd aan pokken in 1752.
Lodewijk Filips huwde uiteindelijk op 17 december 1743 in de kapel van het paleis van Versailles met zijn 17-jarige nicht Louise Henriëtte, dochter van Lodewijk Armand II van Bourbon-Conti. Zijn vader had veel problemen bij het vinden van een geschikte vrouw voor zijn zoon, en ondanks de niet zo glorieuze achtergrond van Louise Henriëtte dacht de vrome hertog dat het meisje een model was van christelijke deugden, vooral omdat ze was opgevoed in een klooster. Deze beslissing bleek achteraf een vergissing. Ze veroorzaakte door haar talrijke affaires vele schandalen tijdens haar huwelijk. Het paar kreeg drie kinderen:
- Een dochter (geboren en gestorven in 1745);
- Hertog van Chartres Lodewijk Filips, hij volgde zijn vader op als hertog van Orléans, maar werd tijdens de Franse Revolutie vermoord. Hij huwde met Louise Marie Adélaïde van Bourbon en werd de vader van de latere koning Lodewijk Filips I van Frankrijk. Zijn vader zag hem nochtans liever trouwen met de Poolse prinses Maria Kunigunde, de jongste dochter van koning van Polen August III en Maria Josepha;
- Bathilde (9 juli 1750 – 10 januari 1820), trad in het huwelijk met Lodewijk VI van Bourbon-Condé. Ze was de laatste prinses van Condé.

Louise Henriëtte overleed in 1759, op 32-jarige leeftijd, aan tuberculose. Lodewijk Filips vond troost bij een zijn maîtresses, Madame de Villemomble. Ze was een voormalige danseres die graag in komedies optrad, en die hem introduceerde in de wereld van het theater. Het paar kreeg drie kinderen die werden opgevoegd onder de hoede van de familie Orléans:
- Louis-Étienne;
- Louis-Philippe;
- Marie-Étienne.

In 1773 trad Lodewijk Filips voor de tweede keer in het huwelijk met een andere maîtresse van hem, Charlotte Jeanne Béraud de La Haye de Riou, oftewel Madame de Montesson. Het morganatisch huwelijk werd toegestaan door koning Lodewijk XV, op voorwaarde dat Madame de Montesson nooit de titel hertogin van Orléans zou dragen. Zij was een zeer intelligente vrouw en een zeer vooraanstaand schrijfster. Het echtpaar leefde in afzondering, wat ook een voorwaarde was van de koning, op het kasteel van Le Raincy. Madame de Montesson vermaakte er haar echtgenoot door een klein theater te bouwen en haar eigen toneelstukken te schrijven, die zij samen opvoerden. Joseph Bologne werd aangesteld als dirigent en later door de Hertog benoemd tot Lieutenant de la chasse. In Le Raincy componeerde hij zijn tweede opera. Madame de Montesson overleefde haar man twintig jaar.
Tijdens de Franse Revolutie beweerde zijn zoon, Lodewijk Filips II van Orléans publiekelijk dat zijn echte vader helemaal niet de echtgenoot van zijn moeder was, maar een koetsier van het Palais-Royal. Deze bewering was waarschijnlijk een politieke reden om de ambitieuze hertog te distantiëren van het Ancien régime. Hij schreef naar de Commune van Parijs over het wangedrag van zijn moeder en vroeg om zijn naam te veranderen, en er werd een decreet uitgevaardigd waarin stond dat hij en zijn nageslacht voortaan de achternaam Égalité zullen dragen. Recente DNA-tests hebben echter de biologische legitimiteit van de oudste zoon van Louise Henriette bevestigd. De bewering was toen ook niet erg waarschijnlijk, aangezien er opvallende gelijkenissen waren tussen hem en zijn vader.

### Later leven

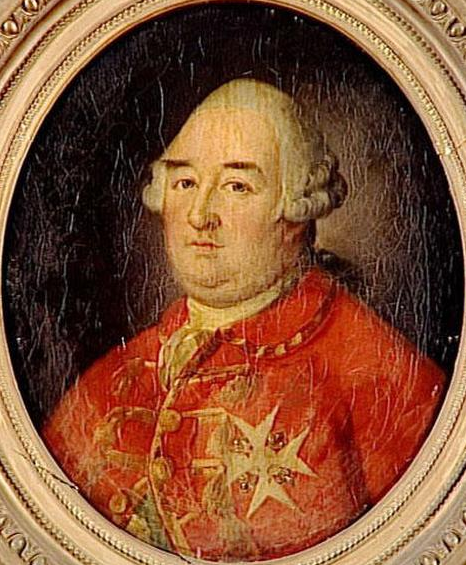
De hertog in 1770.

In 1769 verkocht de hertog Bagnolet en kocht hij het Château du Raincy, gelegen op minder dan tien mijl ten oosten van het centrum van Parijs. In 1773 voegde de hertog aan zijn residenties een prachtig hôtel toe, gebouwd aan de Chaussée d'Antin, de nieuwe elegante wijk van Parijs. In 1780 schonk Lodewijk Filips zijn zoon het Palais-Royal, een geschenk dat hun verzoening moest markeren na de breuk die door het tweede huwelijk van de hertog was ontstaan.
In Sainte-Assise, Le Raincy en Parijs ontving het echtpaar edelen, intellectuelen, toneelschrijvers, wetenschappers, zoals de hertogin van Lauzun, de gravin van Egmont, de markies van Lusignan, de markies van Osmond, de wiskundige d'Alembert, de Duitse schrijver Melchior Grimm, de wis- en sterrenkundige Pierre-Simon Laplace, de scheikundige Claude Louis Berthollet, de componisten Pierre-Alexandre Monsigny, André Grétry, Chevalier de Saint-Georges, Wolfgang Amadeus Mozart, en de toneelschrijver Louis Carrogis Carmontelle. 
In februari 1785 verkocht de hertog, op aandringen van Lodewijk XVI en met enige hulp van Madame du Barry, het prachtige kasteel van Saint-Cloud, dat sinds 1658 in het bezit was van de familie Orléans, aan koningin Marie Antoinette, voor zes miljoen livre, een veel lagere prijs dan de oorspronkelijke kosten. Het prachtige kasteel was verwaarloosd na de dood van zijn vrouw Louise Henriette.
Omringd door alle leden van zijn naaste familie, zelfs door zijn drie kinderen bij Etiennete Le Marquis, stierf Lodewijk Filips op 18 november 1785, op zestigjarige leeftijd in zijn kasteel van Sainte-Assise. Hij werd begraven in het klooster Val-de-Grâce in Parijs.

## Eretekens
- Spanje: Ridder in de Orde van het Gulden Vlies (1752)
- Frankrijk: Ridder in de Orde van de Heilige Geest (1740)

## Kwartierstaat
| Filips van Orléans (1640-1701) | Filips van Orléans (1640-1701) | Filips van Orléans (1640-1701) | Filips van Orléans (1640-1701) | Filips van Orléans (1640-1701) | Filips van Orléans (1640-1701) | Elisabeth Charlotte van de Palts (1652-1722) | Elisabeth Charlotte van de Palts (1652-1722) | Elisabeth Charlotte van de Palts (1652-1722) | Elisabeth Charlotte van de Palts (1652-1722) | Elisabeth Charlotte van de Palts (1652-1722) | Elisabeth Charlotte van de Palts (1652-1722) |                                     |                                     | Lodewijk XIV van Frankrijk (1638-1715) | Lodewijk XIV van Frankrijk (1638-1715) | Lodewijk XIV van Frankrijk (1638-1715)  | Lodewijk XIV van Frankrijk (1638-1715)  | Lodewijk XIV van Frankrijk (1638-1715)    | Lodewijk XIV van Frankrijk (1638-1715)    | Madame de Montespan (1640-1707)           | Madame de Montespan (1640-1707)           | Madame de Montespan (1640-1707)           | Madame de Montespan (1640-1707)           | Madame de Montespan (1640-1707) | Madame de Montespan (1640-1707) |  |  | Ferdinand Maximiliaan van Baden-Baden (1625-1669) | Ferdinand Maximiliaan van Baden-Baden (1625-1669) | Ferdinand Maximiliaan van Baden-Baden (1625-1669) | Ferdinand Maximiliaan van Baden-Baden (1625-1669) | Ferdinand Maximiliaan van Baden-Baden (1625-1669) | Ferdinand Maximiliaan van Baden-Baden (1625-1669) | Louise Christina van Savoye-Carignano (1627-1689) | Louise Christina van Savoye-Carignano (1627-1689) | Louise Christina van Savoye-Carignano (1627-1689) | Louise Christina van Savoye-Carignano (1627-1689) | Louise Christina van Savoye-Carignano (1627-1689) | Louise Christina van Savoye-Carignano (1627-1689) |                                     |                                     | Julius Frans van Saksen-Lauenburg (1641-1689) | Julius Frans van Saksen-Lauenburg (1641-1689) | Julius Frans van Saksen-Lauenburg (1641-1689) | Julius Frans van Saksen-Lauenburg (1641-1689) | Julius Frans van Saksen-Lauenburg (1641-1689) | Julius Frans van Saksen-Lauenburg (1641-1689) | Maria Hedwig Auguste van Palts-Sulzbach (1650-1681) | Maria Hedwig Auguste van Palts-Sulzbach (1650-1681) | Maria Hedwig Auguste van Palts-Sulzbach (1650-1681) | Maria Hedwig Auguste van Palts-Sulzbach (1650-1681) | Maria Hedwig Auguste van Palts-Sulzbach (1650-1681) | Maria Hedwig Auguste van Palts-Sulzbach (1650-1681) |  |  |  |  |  |  |  |  |  |  |  |  |  |  |  |  |  |  |  |  |  |  |  |  |  |  |  |  |  |  |  |  |  |  |  |  |  |  |  |  |  |  |  |  |  |  |  |  |
| Filips van Orléans (1640-1701) | Filips van Orléans (1640-1701) | Filips van Orléans (1640-1701) | Filips van Orléans (1640-1701) | Filips van Orléans (1640-1701) | Filips van Orléans (1640-1701) | Elisabeth Charlotte van de Palts (1652-1722) | Elisabeth Charlotte van de Palts (1652-1722) | Elisabeth Charlotte van de Palts (1652-1722) | Elisabeth Charlotte van de Palts (1652-1722) | Elisabeth Charlotte van de Palts (1652-1722) | Elisabeth Charlotte van de Palts (1652-1722) |                                     |                                     | Lodewijk XIV van Frankrijk (1638-1715) | Lodewijk XIV van Frankrijk (1638-1715) | Lodewijk XIV van Frankrijk (1638-1715)  | Lodewijk XIV van Frankrijk (1638-1715)  | Lodewijk XIV van Frankrijk (1638-1715)    | Lodewijk XIV van Frankrijk (1638-1715)    | Madame de Montespan (1640-1707)           | Madame de Montespan (1640-1707)           | Madame de Montespan (1640-1707)           | Madame de Montespan (1640-1707)           | Madame de Montespan (1640-1707) | Madame de Montespan (1640-1707) |  |  | Ferdinand Maximiliaan van Baden-Baden (1625-1669) | Ferdinand Maximiliaan van Baden-Baden (1625-1669) | Ferdinand Maximiliaan van Baden-Baden (1625-1669) | Ferdinand Maximiliaan van Baden-Baden (1625-1669) | Ferdinand Maximiliaan van Baden-Baden (1625-1669) | Ferdinand Maximiliaan van Baden-Baden (1625-1669) | Louise Christina van Savoye-Carignano (1627-1689) | Louise Christina van Savoye-Carignano (1627-1689) | Louise Christina van Savoye-Carignano (1627-1689) | Louise Christina van Savoye-Carignano (1627-1689) | Louise Christina van Savoye-Carignano (1627-1689) | Louise Christina van Savoye-Carignano (1627-1689) |                                     |                                     | Julius Frans van Saksen-Lauenburg (1641-1689) | Julius Frans van Saksen-Lauenburg (1641-1689) | Julius Frans van Saksen-Lauenburg (1641-1689) | Julius Frans van Saksen-Lauenburg (1641-1689) | Julius Frans van Saksen-Lauenburg (1641-1689) | Julius Frans van Saksen-Lauenburg (1641-1689) | Maria Hedwig Auguste van Palts-Sulzbach (1650-1681) | Maria Hedwig Auguste van Palts-Sulzbach (1650-1681) | Maria Hedwig Auguste van Palts-Sulzbach (1650-1681) | Maria Hedwig Auguste van Palts-Sulzbach (1650-1681) | Maria Hedwig Auguste van Palts-Sulzbach (1650-1681) | Maria Hedwig Auguste van Palts-Sulzbach (1650-1681) |  |  |  |  |  |  |  |  |  |  |  |  |  |  |  |  |  |  |  |  |  |  |  |  |  |  |  |  |  |  |  |  |  |  |  |  |  |  |  |  |  |  |  |  |  |  |  |  |
|                                |                                |                                |                                |                                |                                |                                              |                                              |                                              |                                              |                                              |                                              |                                     |                                     |                                        |                                        |                                         |                                         |                                           |                                           |                                           |                                           |                                           |                                           |                                 |                                 |  |  |                                                   |                                                   |                                                   |                                                   |                                                   |                                                   |                                                   |                                                   |                                                   |                                                   |                                                   |                                                   |                                     |                                     |                                               |                                               |                                               |                                               |                                               |                                               |                                                     |                                                     |                                                     |                                                     |                                                     |                                                     |  |  |  |  |  |  |  |  |  |  |  |  |  |  |  |  |  |  |  |  |  |  |  |  |  |  |  |  |  |  |  |  |  |  |  |  |  |  |  |  |  |  |  |  |  |  |  |  |
|                                |                                |                                |                                | Filips van Orléans (1674-1723) | Filips van Orléans (1674-1723) | Filips van Orléans (1674-1723)               | Filips van Orléans (1674-1723)               | Filips van Orléans (1674-1723)               | Filips van Orléans (1674-1723)               |                                              |                                              |                                     |                                     |                                        |                                        | Françoise Marie van Bourbon (1677-1749) | Françoise Marie van Bourbon (1677-1749) | Françoise Marie van Bourbon (1677-1749)   | Françoise Marie van Bourbon (1677-1749)   | Françoise Marie van Bourbon (1677-1749)   | Françoise Marie van Bourbon (1677-1749)   |                                           |                                           |                                 |                                 |  |  |                                                   |                                                   |                                                   |                                                   | Lodewijk Willem van Baden-Baden (1655-1707)       | Lodewijk Willem van Baden-Baden (1655-1707)       | Lodewijk Willem van Baden-Baden (1655-1707)       | Lodewijk Willem van Baden-Baden (1655-1707)       | Lodewijk Willem van Baden-Baden (1655-1707)       | Lodewijk Willem van Baden-Baden (1655-1707)       |                                                   |                                                   |                                     |                                     |                                               |                                               | Francisca van Saksen-Lauenburg (1675-1733)    | Francisca van Saksen-Lauenburg (1675-1733)    | Francisca van Saksen-Lauenburg (1675-1733)    | Francisca van Saksen-Lauenburg (1675-1733)    | Francisca van Saksen-Lauenburg (1675-1733)          | Francisca van Saksen-Lauenburg (1675-1733)          |                                                     |                                                     |                                                     |                                                     |  |  |  |  |  |  |  |  |  |  |  |  |  |  |  |  |  |  |  |  |  |  |  |  |  |  |  |  |  |  |  |  |  |  |  |  |  |  |  |  |  |  |  |  |  |  |  |  |
|                                |                                |                                |                                | Filips van Orléans (1674-1723) | Filips van Orléans (1674-1723) | Filips van Orléans (1674-1723)               | Filips van Orléans (1674-1723)               | Filips van Orléans (1674-1723)               | Filips van Orléans (1674-1723)               |                                              |                                              |                                     |                                     |                                        |                                        | Françoise Marie van Bourbon (1677-1749) | Françoise Marie van Bourbon (1677-1749) | Françoise Marie van Bourbon (1677-1749)   | Françoise Marie van Bourbon (1677-1749)   | Françoise Marie van Bourbon (1677-1749)   | Françoise Marie van Bourbon (1677-1749)   |                                           |                                           |                                 |                                 |  |  |                                                   |                                                   |                                                   |                                                   | Lodewijk Willem van Baden-Baden (1655-1707)       | Lodewijk Willem van Baden-Baden (1655-1707)       | Lodewijk Willem van Baden-Baden (1655-1707)       | Lodewijk Willem van Baden-Baden (1655-1707)       | Lodewijk Willem van Baden-Baden (1655-1707)       | Lodewijk Willem van Baden-Baden (1655-1707)       |                                                   |                                                   |                                     |                                     |                                               |                                               | Francisca van Saksen-Lauenburg (1675-1733)    | Francisca van Saksen-Lauenburg (1675-1733)    | Francisca van Saksen-Lauenburg (1675-1733)    | Francisca van Saksen-Lauenburg (1675-1733)    | Francisca van Saksen-Lauenburg (1675-1733)          | Francisca van Saksen-Lauenburg (1675-1733)          |                                                     |                                                     |                                                     |                                                     |  |  |  |  |  |  |  |  |  |  |  |  |  |  |  |  |  |  |  |  |  |  |  |  |  |  |  |  |  |  |  |  |  |  |  |  |  |  |  |  |  |  |  |  |  |  |  |  |
|                                |                                |                                |                                |                                |                                |                                              |                                              |                                              |                                              | Lodewijk IV van Orléans (1703-1752)          | Lodewijk IV van Orléans (1703-1752)          | Lodewijk IV van Orléans (1703-1752) | Lodewijk IV van Orléans (1703-1752) | Lodewijk IV van Orléans (1703-1752)    | Lodewijk IV van Orléans (1703-1752)    |                                         |                                         |                                           |                                           |                                           |                                           |                                           |                                           |                                 |                                 |  |  |                                                   |                                                   |                                                   |                                                   |                                                   |                                                   |                                                   |                                                   |                                                   |                                                   | Augusta van Baden-Baden (1704-1726)               | Augusta van Baden-Baden (1704-1726)               | Augusta van Baden-Baden (1704-1726) | Augusta van Baden-Baden (1704-1726) | Augusta van Baden-Baden (1704-1726)           | Augusta van Baden-Baden (1704-1726)           |                                               |                                               |                                               |                                               |                                                     |                                                     |                                                     |                                                     |                                                     |                                                     |  |  |  |  |  |  |  |  |  |  |  |  |  |  |  |  |  |  |  |  |  |  |  |  |  |  |  |  |  |  |  |  |  |  |  |  |  |  |  |  |  |  |  |  |  |  |  |  |
|                                |                                |                                |                                |                                |                                |                                              |                                              |                                              |                                              | Lodewijk IV van Orléans (1703-1752)          | Lodewijk IV van Orléans (1703-1752)          | Lodewijk IV van Orléans (1703-1752) | Lodewijk IV van Orléans (1703-1752) | Lodewijk IV van Orléans (1703-1752)    | Lodewijk IV van Orléans (1703-1752)    |                                         |                                         |                                           |                                           |                                           |                                           |                                           |                                           |                                 |                                 |  |  |                                                   |                                                   |                                                   |                                                   |                                                   |                                                   |                                                   |                                                   |                                                   |                                                   | Augusta van Baden-Baden (1704-1726)               | Augusta van Baden-Baden (1704-1726)               | Augusta van Baden-Baden (1704-1726) | Augusta van Baden-Baden (1704-1726) | Augusta van Baden-Baden (1704-1726)           | Augusta van Baden-Baden (1704-1726)           |                                               |                                               |                                               |                                               |                                                     |                                                     |                                                     |                                                     |                                                     |                                                     |  |  |  |  |  |  |  |  |  |  |  |  |  |  |  |  |  |  |  |  |  |  |  |  |  |  |  |  |  |  |  |  |  |  |  |  |  |  |  |  |  |  |  |  |  |  |  |  |
|                                |                                |                                |                                |                                |                                |                                              |                                              |                                              |                                              |                                              |                                              |                                     |                                     |                                        |                                        |                                         |                                         |                                           |                                           |                                           |                                           |                                           |                                           |                                 |                                 |  |  |                                                   |                                                   |                                                   |                                                   |                                                   |                                                   |                                                   |                                                   |                                                   |                                                   |                                                   |                                                   |                                     |                                     |                                               |                                               |                                               |                                               |                                               |                                               |                                                     |                                                     |                                                     |                                                     |                                                     |                                                     |  |  |  |  |  |  |  |  |  |  |  |  |  |  |  |  |  |  |  |  |  |  |  |  |  |  |  |  |  |  |  |  |  |  |  |  |  |  |  |  |  |  |  |  |  |  |  |  |
|                                |                                |                                |                                |                                |                                |                                              |                                              |                                              |                                              |                                              |                                              |                                     |                                     |                                        |                                        |                                         |                                         |                                           |                                           |                                           |                                           |                                           |                                           |                                 |                                 |  |  |                                                   |                                                   |                                                   |                                                   |                                                   |                                                   |                                                   |                                                   |                                                   |                                                   |                                                   |                                                   |                                     |                                     |                                               |                                               |                                               |                                               |                                               |                                               |                                                     |                                                     |                                                     |                                                     |                                                     |                                                     |  |  |  |  |  |  |  |  |  |  |  |  |  |  |  |  |  |  |  |  |  |  |  |  |  |  |  |  |  |  |  |  |  |  |  |  |  |  |  |  |  |  |  |  |  |  |  |  |
|                                |                                |                                |                                |                                |                                |                                              |                                              |                                              |                                              |                                              |                                              |                                     |                                     |                                        |                                        |                                         |                                         | Lodewijk Filips I van Orléans (1725-1785) | Lodewijk Filips I van Orléans (1725-1785) | Lodewijk Filips I van Orléans (1725-1785) | Lodewijk Filips I van Orléans (1725-1785) | Lodewijk Filips I van Orléans (1725-1785) | Lodewijk Filips I van Orléans (1725-1785) |                                 |                                 |  |  |                                                   |                                                   | Louise Marie van Orléans (1726-1728)              | Louise Marie van Orléans (1726-1728)              | Louise Marie van Orléans (1726-1728)              | Louise Marie van Orléans (1726-1728)              | Louise Marie van Orléans (1726-1728)              | Louise Marie van Orléans (1726-1728)              |                                                   |                                                   |                                                   |                                                   |                                     |                                     |                                               |                                               |                                               |                                               |                                               |                                               |                                                     |                                                     |                                                     |                                                     |                                                     |                                                     |  |  |  |  |  |  |  |  |  |  |  |  |  |  |  |  |  |  |  |  |  |  |  |  |  |  |  |  |  |  |  |  |  |  |  |  |  |  |  |  |  |  |  |  |  |  |  |  |